# Линднер, Альберт
Альберт Линднер (нем. Albert Lindner; 1831—1888) — немецкий драматург. Лауреат премии Шиллера (1863) за трагедию «Brutus und Collatinus».

## Биография и творчество
Альберт Линднер родился 24 апреля 1831 года в городке Бад-Зульца в земле Тюрингия в семье шахтёра, потому вырос в весьма скромных условиях, но смог посещать среднюю школу в Веймаре. Он хотел стать пастором по просьбе родителей, но обратился к филологии и эстетике, которые изучал в университетах Йены и Берлина. Живя в Йене вошел в состав Corps Thuringia Jena.
С 1857 года А. Линднер некоторое время работал частным преподавателем в Померании, в 1860 году получил докторскую степень, а затем работал учителем в Пренцлау и Шпремберге, и в 1864 году стал вести уроки в средней школе в Рудольштадте.
Согласно «Энциклопедическому словарю Брокгауза и Ефрона», лучшие из его драматических произведений: «Brutus und Collatinus», «Die Bluthochzeit oder die Bartholomäusnacht», «Marino Falieri», «Don Juan d’Austria», «Katharina II», «Der Reformator», «Stauf und Weif» и «William Shakspeare». Кроме того им написано: «Das Ewig-Weibliche» (3 изд., 1888), культурные картины из старой Англии «Der Schwan vom Avon», повести «Völkerfrühling» (2 изд. 1881) и «Das Rätsel der Frauenseele». 
По оценке автора хроники жизни литераторов  Ф. Ф. Фидлера, Линднер «обладал богатой фантазией, прекрасно знал сцену, выводимые им характеры отличаются оригинальностью, слог энергичен и колоритен, но поэтическая необузданность нередко переходит границу художественности».
Альберт Линднер умер 4 февраля 1888 года в Виттенау; перед смертью страдал от расстройства психики.